# Nemastomatales
Ordre
Les Nemastomatales sont un ordre d'algues rouges de la sous-classe des Rhodymeniophycidae, dans la classe des Florideophyceae. 

## Liste des familles
Selon AlgaeBase (1 août 2012) et World Register of Marine Species (1 août 2012) :
- famille des Nemastomataceae F.Schmitz
- famille des Schizymeniaceae (F.Schmitz & Hauptfleisch) Masuda & Guiry

Selon ITIS (1 août 2012) :
- famille des Nemastomataceae

Selon NCBI (1 août 2012) :
- famille des Nemastomataceae
  - genre Adelophycus
  - genre Nemastoma
  - genre Predaea
- famille des Schizymeniaceae
  - genre Platoma
  - genre Schizymenia
  - genre Titanophora
  - genre Wetherbeella